# 一者論
一者論（いっしゃろん、英: henology、ヘノロジー）とは、哲学における存在論・目的論・形而上学の一形態であり、世界・宇宙の根源と想定する「一者」（希: ἕν, hen, ヘン、英: one）について、考察・説明する言説・分野のこと。
歴史的には、パルメニデスの思想（『自然について』）の影響下に書かれた、プラトンの『パルメニデス』『ティマイオス』を基に構築された、新プラトン主義の創始者プロティノスの思想（『エンネアデス』）を直接の起源とする。（同じくプラトンに影響を受けたアリストテレスの『形而上学』も、この系譜を補強している。）
その後、その影響を受けたアウグスティヌス以降の中世のキリスト教神学、そしてルネ・デカルト以降の、特に大陸合理論（理性主義）及びドイツ観念論や、その後のハイデガー等の大陸哲学を中心とする近代哲学・現代哲学の系譜で、この一者論は継承されてきており、西洋の哲学史・宗教史の大部分においては、存在論・目的論・形而上学と一体的な関係にある。